# Estadio Carlos Tartiere
Estadio Carlos Tartiere was en is een voetbalstadion in Oviedo in Spanje. Vaste bespeler van het stadion is Real Oviedo, dat destijds regelmatig  in de Primera División speelde.
Het oude stadion werd tijdens de WK voetbal in 1982 gebruikt voor drie wedstrijden in de eerste ronde. Het stadion werd in 2000 gesloten nadat er een nieuw stadion met dezelfde naam was gebouwd. Direct na de opening van het nieuwe stadion, met een capaciteit van 30.000 toeschouwers, degradeerde Real naar de tweede divisie. Medio 2025 is Real Oviedo na 24 jaar weer gepromoveerd naar de Primera Division.
Het oude voetbalstadion werd in 2003 gesloopt en op deze plaats werd het Palacio de Congresos de Oviedo gebouwd. 

## WK interlands
| №  | Datum        | Wedstrijd             | Uitslag | Competitie                | Toeschouwers |
| -- | ------------ | --------------------- | ------- | ------------------------- | ------------ |
| 1  | 17 juni 1982 | Chili – Oostenrijk    | 0 – 1   | WK 1982 1e Groepsfase (B) | 22.500       |
| 2  | 21 juni 1982 | Algerije – Oostenrijk | 0 – 2   | WK 1982 1e Groepsfase (B) | 22.000       |
| 3. | 24 juni 1982 | Algerije – Chili      | 3 – 2   | WK 1982 1e Groepsfase (B) | 16.000       |

Santiago Bernabeu (Madrid) · Vicente Calderón (Madrid) · Camp Nou (Barcelona) · Sarrià (Barcelona) · Balaídos (Vigo) · Riazor (A Coruña) · El Molinón (Gijón) · Carlos Tartiere (Oviedo) · Nuevo (Elche) · José Rico Pérez (Alicante) · San Mamés (Bilbao) · José Zorrilla (Valladolid) · Luis Casanova (Valencia) · La Romareda (Zaragoza) · Ramón Sánchez Pizjuán (Sevilla) · Benito Villamarín (Sevilla) ·  La Rosaleda (Málaga)